# Włodzimierz Konarski
Włodzimierz Witold Konarski (ur. 21 grudnia 1939 w Kosowie Lackim) – polski polityk, działacz PZPR, dyplomata, poseł na Sejm II i III kadencji.

## Życiorys
Z wykształcenia arabista. W 1965 uzyskał pod kierunkiem Józefa Bielawskiego tytuł zawodowy magistra orientalistyki na Uniwersytecie Warszawskim.
Od 1962 do 1990 należał do PZPR, później pozostał bezpartyjny. W latach 1966–1968 był delegowany do Pragi jako przedstawiciel Zrzeszenia Studentów Polskich w Międzynarodowym Związku Studentów. W latach 1968–1969 był wiceprzewodniczącym ds. zagranicznych Rady Naczelnej ZSP. Od 1969 do 1974 był pracownikiem aparatu partyjnego, m.in. pełnił funkcje instruktora, inspektora i kierownika w Wydziale Zagranicznym KC PZPR. Następnie został zatrudniony w Ministerstwie Spraw Zagranicznych. Od 1974 do 1979 był radcą i ministrem pełnomocnym w ambasadzie w Paryżu. Po powrocie do Polski pracował jako wicedyrektor Departamentu Studiów i Programowania MSZ. W pierwszej połowie lat 80. był wiceprzewodniczącym delegacji podczas Konferencji Bezpieczeństwa i Współpracy w Europie w Madrycie. Następnie stanął na czele polskiego przedstawicielstwa na KBWE w Sztokholmie. Uczestniczył w negocjacjach w Wiedniu dotyczących ograniczania sił konwencjonalnych. W 1991 objął kierownictwo Biura Badań Strategicznych w Prywatnej Wyższej Szkole Businessu i Administracji.
W latach 1993–2001 sprawował mandat posła na Sejm II i III kadencji wybranego z ramienia Sojuszu Lewicy Demokratycznej z okręgu Łódź (z listy krajowej). W kolejnych wyborach z 2001 nie ubiegał się o reelekcję i wycofał się z bieżącej polityki. W latach 1995–1997 był doradcą premiera, a w latach 2001–2003 doradcą ministra obrony narodowej. W 2003 pełnił funkcję wiceprezesa Fundacji Współpracy Polsko-Niemieckiej.
Prawomocnym orzeczeniem z 20 grudnia 2001 Sąd Apelacyjny w Warszawie orzekł, iż Włodzimierz Konarski złożył niezgodne z prawdą oświadczenie lustracyjne.
Posługuje się językami: arabskim, angielskim, rosyjskim, francuskim i czeskim. Ojciec Agaty Konarskiej.

## Odznaczenia
- Brązowe Odznaczenie im. Janka Krasickiego (1969)[5]